# Alexander Schröder

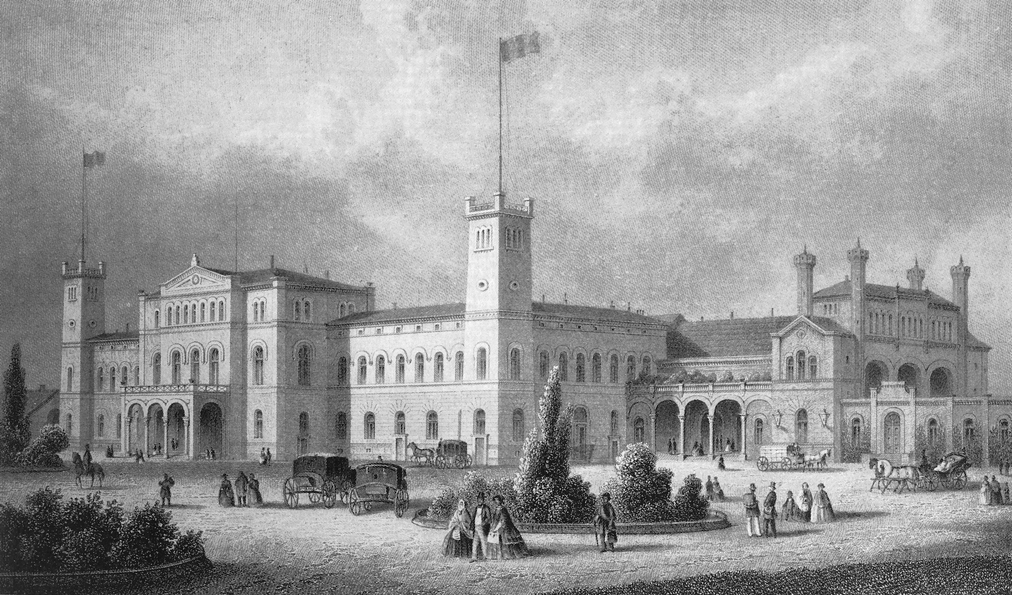
Hannoverscher Bahnhof 1847

Alexander Schröder (* 1806; † 6. Februar 1877 in Dresden) war ein deutscher Architekt.

## Biografie

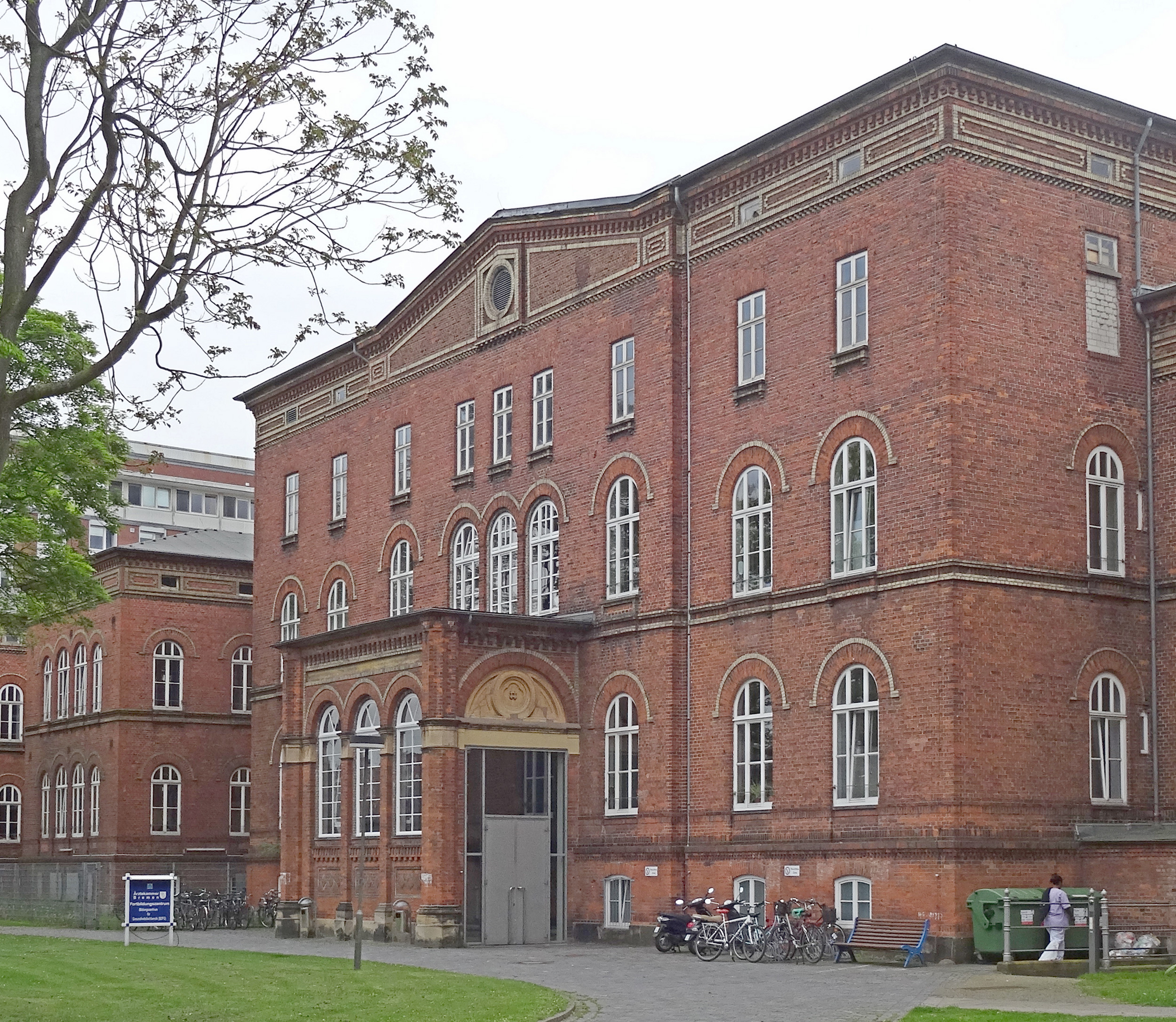
Krankenhaus Sankt-Jürgen-Straße

Schröder studierte Architektur bzw. Baukunst in München. Er arbeitete zunächst als Bauinspektor für das Fürstentum Anhalt-Dessau. 1846 kam er in den Dienst der Stadt Bremen. Als Baurat entwarf und realisierte er zusammen mit Baurat Mohr von 1846 bis 1847 den Hannoverschen Bahnhof im klassizistischen Stil. Schröder wurde bald darauf Baudirektor in Bremen.

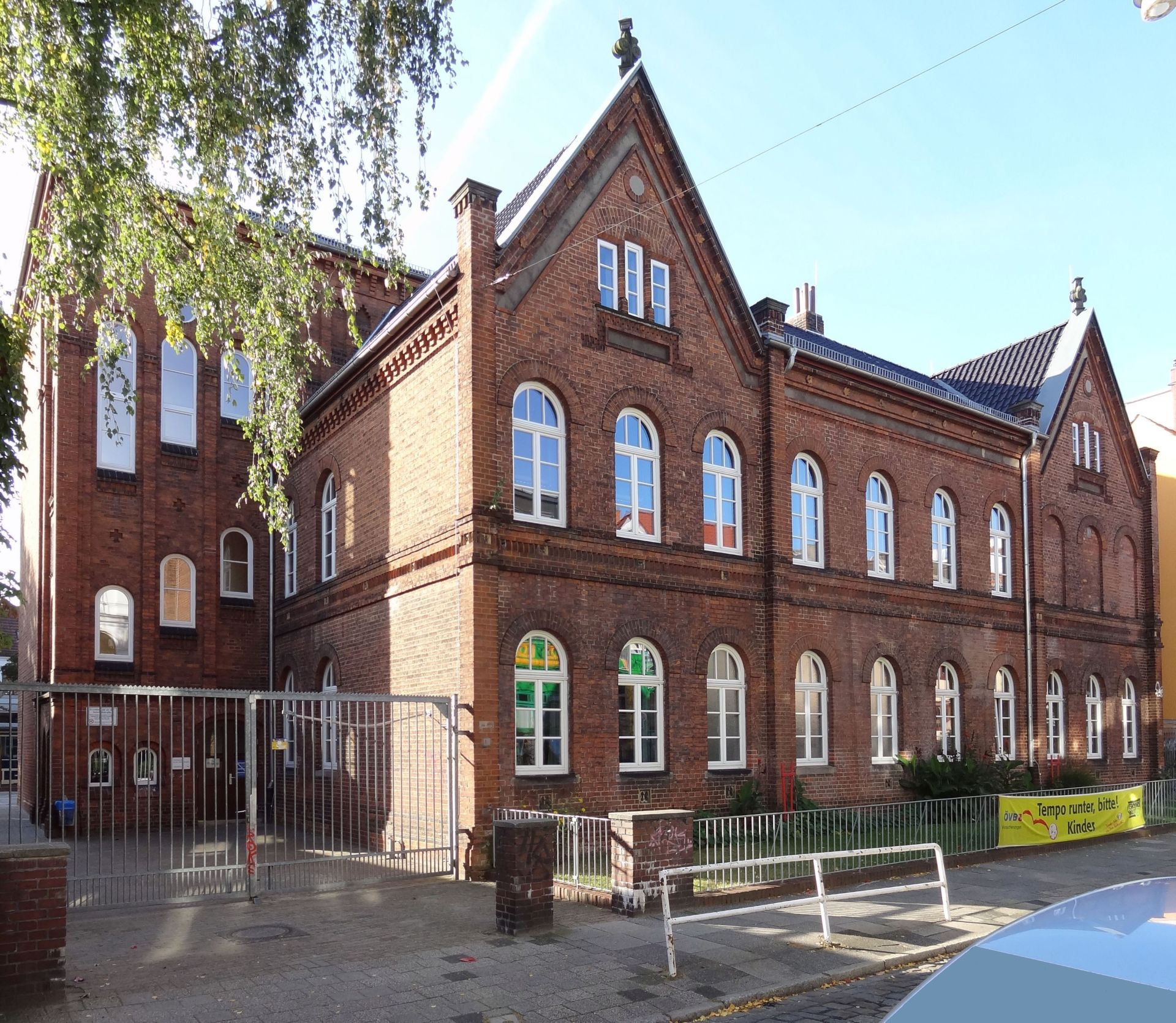
Schule an der Schmidtstraße

Die erste städtebauliche Planung für eine über den Dobben hinausgehende, östliche Erweiterung von Bremen durch den Ortsteil Fesenfeld erfolgte 1852 durch ihn.

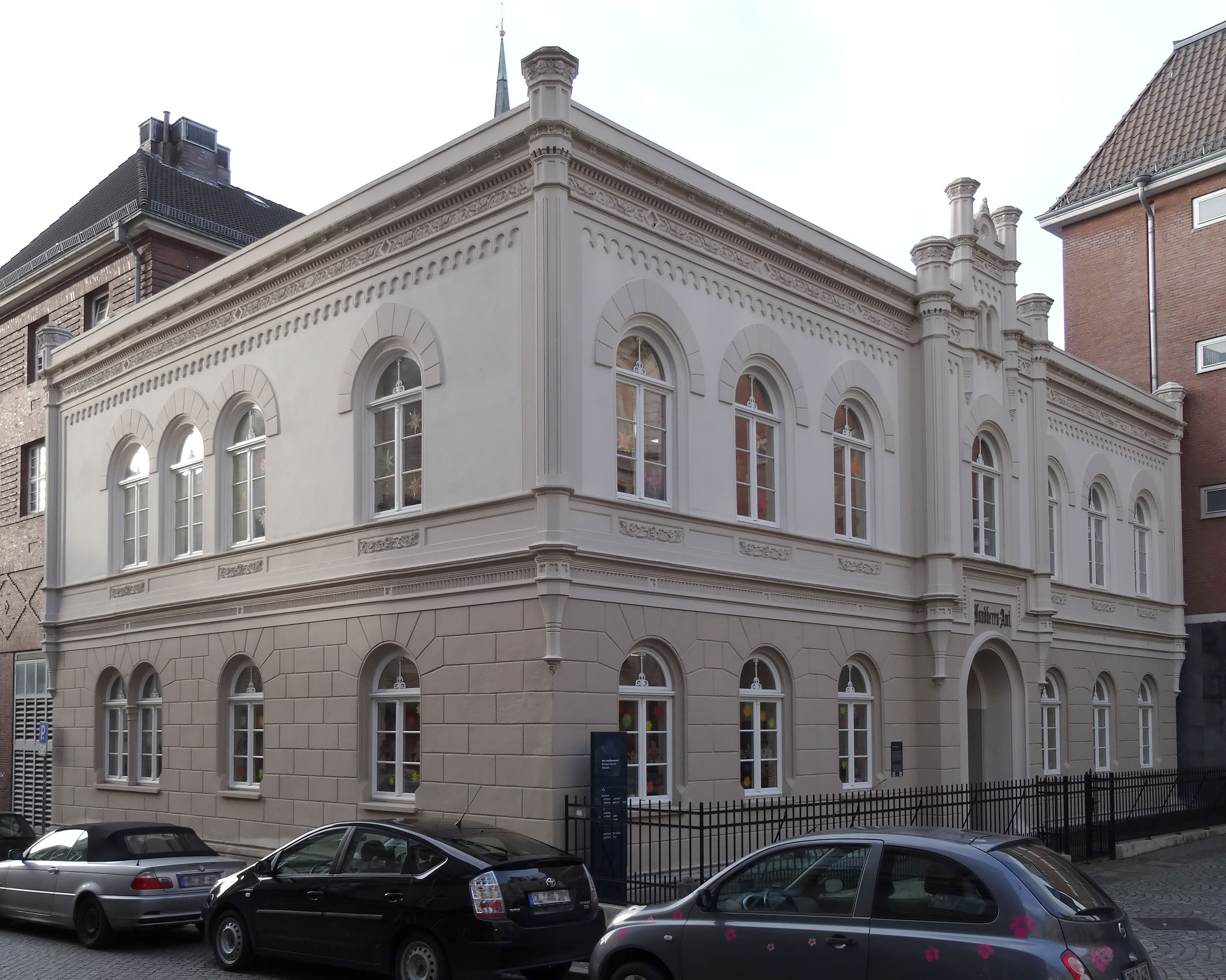
Landherrn-Amt

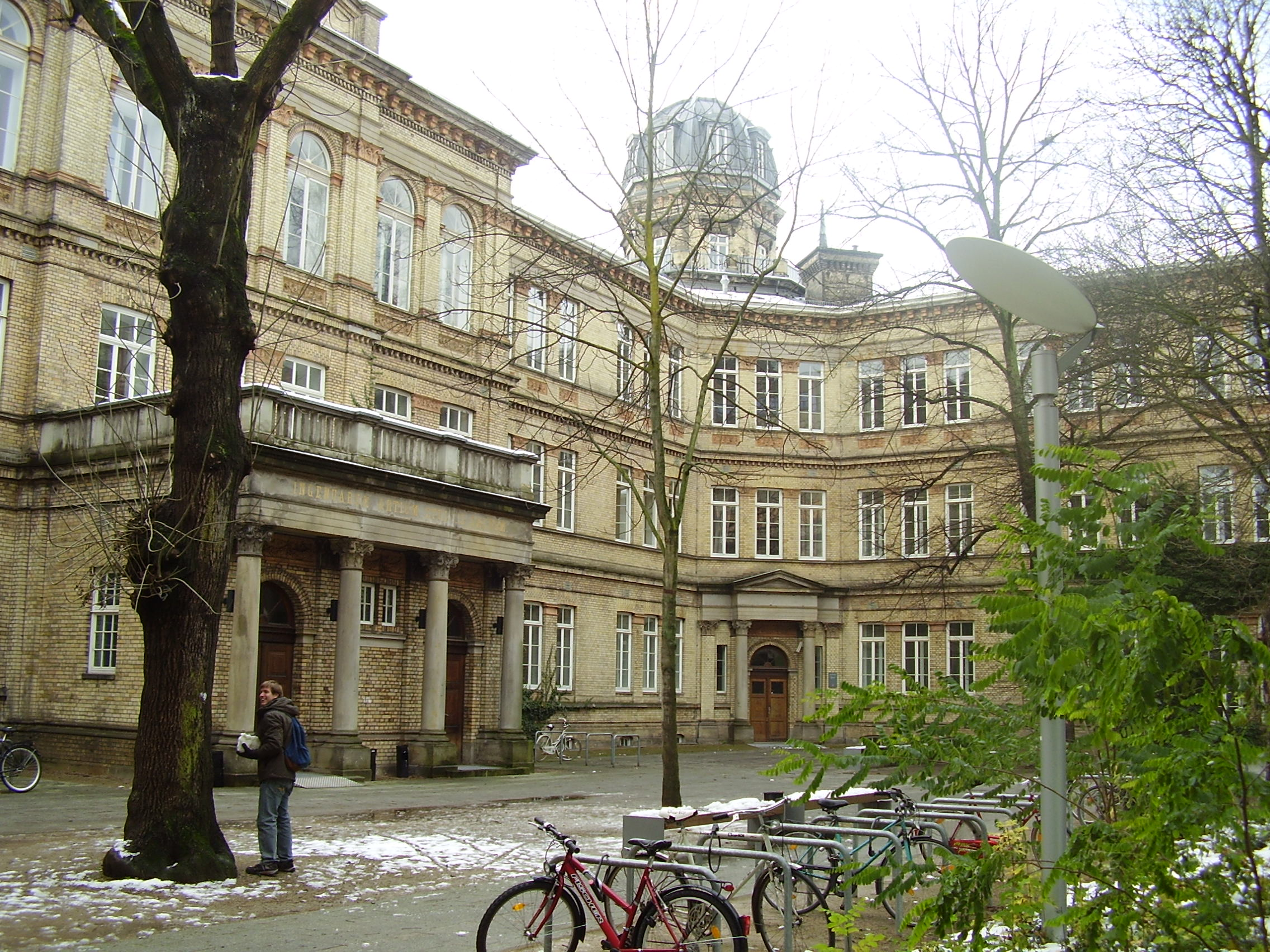
Schule Dechanatstraße

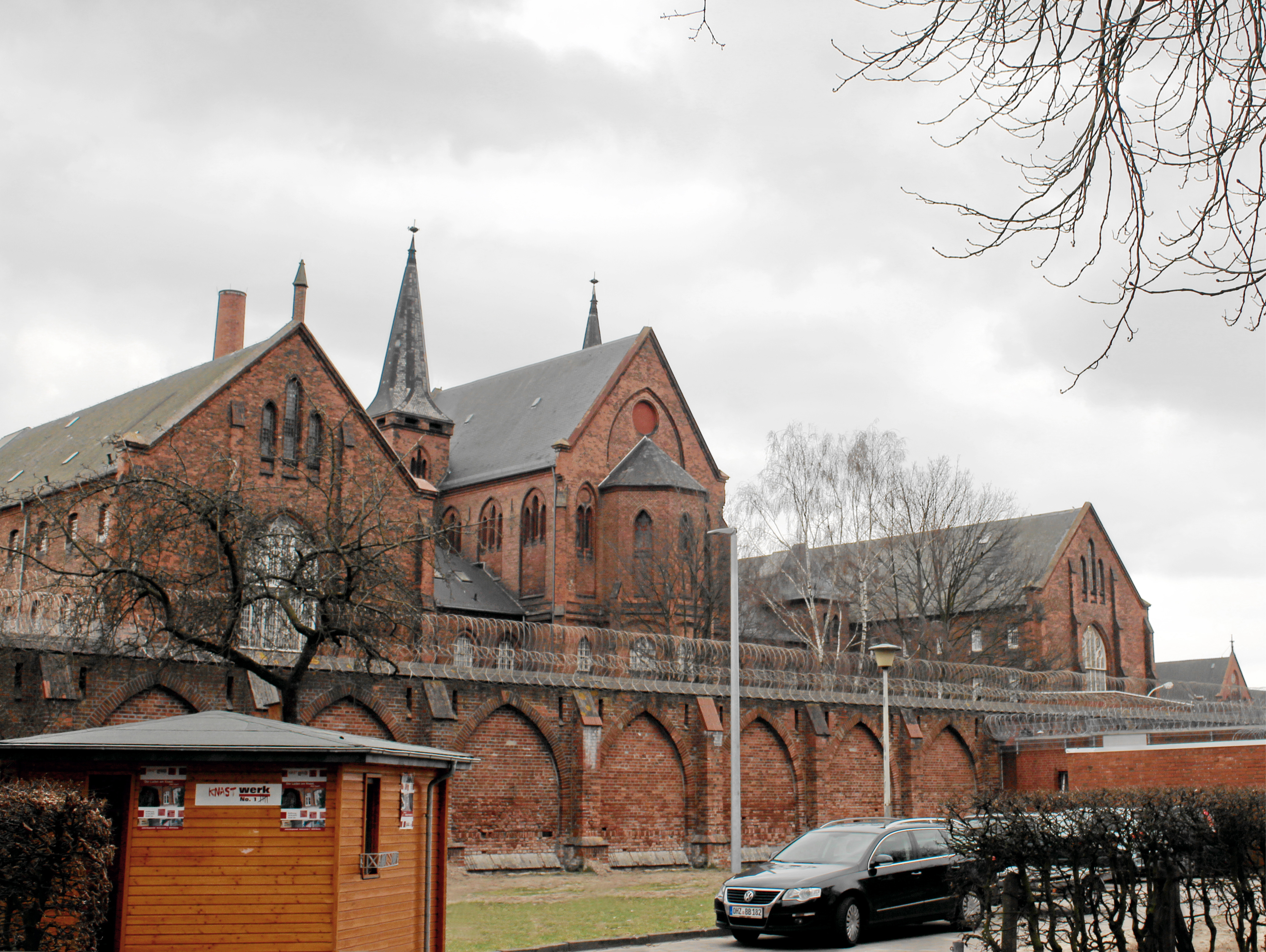
Hauptgebäude der JVA

Er gestaltete zahlreiche öffentliche Bauten in Bremen: Von 1847 bis 1851 entstand das erste noch erhaltene Gebäude der Krankenanstalt an der St.-Jürgen-Straße an der Einmündung zur Humboldtstraße. Von 1856 bis 1857 wurde das Landherrnamt an der Dechanatstraße (erhalten und heute St.-Johannis-Schule) gebaut. Er plante und baute zusammen mit Johann Rippe von 1871 bis 1873 die Strafanstalt in Oslebshausen und zum gleichen Zeitraum die Hauptschule an der Dechanatstraße. Seine spätklassizistische Bauweise wird dem Rundbogenstil zugeordnet.
Im Zuge einer Stadt- und Verkehrsplanung für die Vorstädte (Ostertor, Steintor, Schwachhausen) plante er auch den so genannten Schröder-Ring (Waller Ring, Utbremer Ring, Schwachhauser Ring, Kirchbachstraße und Hastedter Ring (heute Georg-Bitter-Straße)), der ohne Bürgerparkabschnitt realisiert wurde, da der entstehende Bürgerpark eine Verwirklichung nicht mehr zuließ.
Nachdem 1876 Schröder im Rang eines Baudirektors in den Ruhestand trat, kehrte er nach Dessau zurück.

## Werke

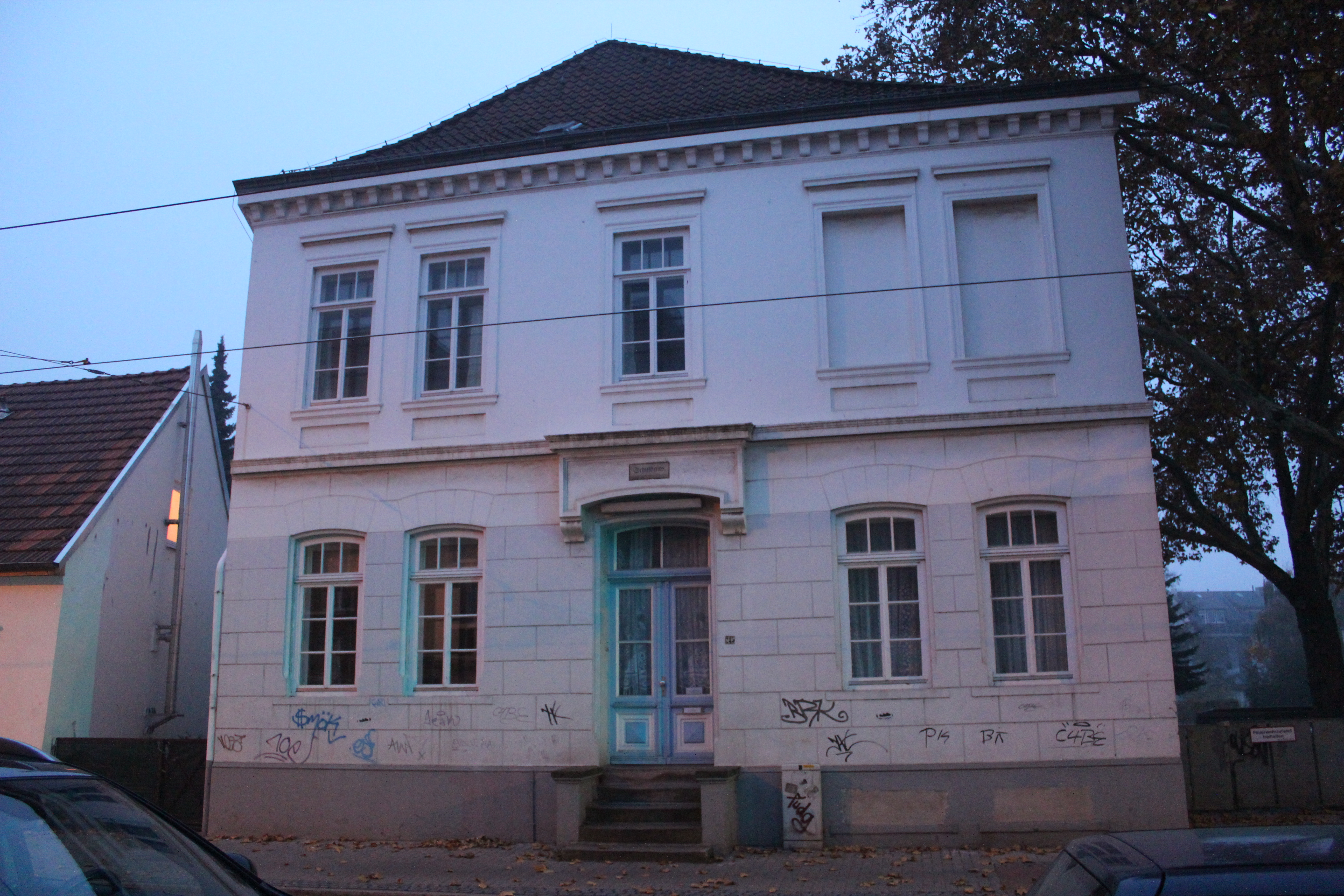
Schule am Buntentorsteinweg

- 1847: Hannoverscher Bahnhof im klassizistischen Stil zusammen mit Baurat Mohr
- 1851: Krankenanstalt an der St.-Jürgen-Straße; Stil: Historismus
- 1852: Städtebauliche Planung für eine östliche Erweiterung von Bremen (Östliche Vorstadt)
- 1853: Violenstraße 13, Umbau der ehem. Freischule, Klassizismus
- 1853: Umbau Freischule Großenstraße
- 1854: Schule an der Schmidtstraße, Historismus
- 1855: Nicht erhaltener Umbau der Bremer Staatsbibliothek im ehem. Katharinenkloster in der Altstadt von Bremen
- 1857: Landherrnamt an der Dechanatstraße, Klassizismus
- 1857: Geschäftshaus für die Hannoversche Bank in Hannover, Georgstraße Ecke Schillerstraße[1]
- 1858/1860: Kinderkrankenhaus (heute Gesundheitsamt)
- 1859: Weserbahnhof in Bremen, um 1944 zerstört
- 1861: Schule am Buntentorsteinweg, Klassizismus
- 1861: Haus Tannenberg, Landhaus Loose,  Klassizismus
- 1862: Schule am Neustadtwall, um 1944 zerstört
- 1874: Schule Buntentorsteinweg
- 1870/1873: Strafanstalt in Oslebshausen im Stil der Neugotik zusammen mit Johannes Rippe
- 1875: Altes Gymnasium ehem. Hauptschule, Dechanatstraße 13/15, Historismus
- 1877: Hochschule Bremen, M-Trakt am  Neustadtswall zusammen mit Johannes Rippe

## Schriften
- Die neue Krankenanstalt in Bremen. In: Zeitschrift für praktische Baukunst, 10. Jahrgang 1850, S. 357–382.
- Das Gebäude der Hannoverschen Bank in Hannover.  In: Zeitschrift des Architekten- und Ingenieur-Vereins für das Königreich Hannover, 9. Jahrgang 1863, S. 274.
- Der Weserbahnhof in Bremen. In: Zeitschrift des Architekten- und Ingenieur-Vereins für das Königreich Hannover, 10. Jahrgang 1864, S. 19–25.